# Dowelltown
Dowelltown est une municipalité américaine située dans le comté de DeKalb au Tennessee.
Selon le recensement de 2010, Dowelltown compte 355 habitants. La municipalité s'étend alors sur une superficie de 0,79 mille carré (2,05 km2).
La localité est fondée dans les années 1860 ou 1870 par W. Frank Dowell. Elle devient une municipalité en 1949.